# أندريه باوتشر
أندريه باوتشر (بالفرنسية: André Boucher)‏ هو دراج فرنسي، ولد في 5 مايو 1910، وتوفي في 27 يناير 1993.

## وصلات خارجية
- أندريه باوتشر على موقع أرشيف الدراجات (الإنجليزية)